# Grand Prix de l'industrie et du commerce de Prato 2014
La 69e édition du Grand Prix de l'industrie et du commerce de Prato a eu lieu le 21 septembre 2014. La course fait partie du calendrier UCI Europe Tour 2014 en catégorie 1.1.

## Présentation

### Équipes
Classé en catégorie 1.1 de l'UCI Europe Tour, le Grand Prix de l'industrie et du commerce de Prato est par conséquent ouvert aux UCI ProTeams dans la limite de 50 % des équipes participantes, aux équipes continentales professionnelles, aux équipes continentales et aux équipes nationales.
Vingt-et-une équipes participent à ce Grand Prix de l'industrie et du commerce de Prato - une ProTeam, cinq équipes continentales professionnelles, onze équipes continentales et quatre équipes nationales :
| UCI ProTeam     | UCI ProTeam | UCI ProTeam |
| Nom de l'équipe | Pays        | Code        |
| --------------- | ----------- | ----------- |
| Katusha         | Russie      | KAT         |

| Équipes nationales             | Équipes nationales | Équipes nationales |
| Nom de l'équipe                | Pays               | Code               |
| ------------------------------ | ------------------ | ------------------ |
| Équipe nationale d'Italie      | Italie             | ITA                |
| Équipe nationale du Kazakhstan | Kazakhstan         | KAZ                |
| Équipe nationale de Pologne    | Pologne            | POL                |
| Équipe nationale de Russie     | Russie             | RUS                |

| Équipes continentales professionnelles | Équipes continentales professionnelles | Équipes continentales professionnelles |
| Nom de l'équipe                        | Pays                                   | Code                                   |
| -------------------------------------- | -------------------------------------- | -------------------------------------- |
| Caja Rural-Seguros RGA                 | Espagne                                | CJR                                    |
| MTN-Qhubeka                            | Afrique du Sud                         | MTN                                    |
| Neri Sottoli                           | Italie                                 | NRI                                    |
| RusVelo                                | Russie                                 | RVL                                    |
| Wanty-Groupe Gobert                    | Belgique                               | WGG                                    |

| Équipes continentales    | Équipes continentales | Équipes continentales |
| Nom de l'équipe          | Pays                  | Code                  |
| ------------------------ | --------------------- | --------------------- |
| Amore & Vita-Selle SMP   | Ukraine               | AMO                   |
| Area Zero                | Italie                | AZT                   |
| Gourmetfein Simplon Wels | Autriche              | RSW                   |
| Idea                     | Italie                | IDE                   |
| Meridiana Kamen          | Croatie               | MKT                   |
| MG Kvis-Wilier           | Italie                | MGK                   |
| Nankang-Fondriest        | Italie                | CEF                   |
| Tirol                    | Autriche              | TIR                   |
| Utensilnord              | Hongrie               | UNA                   |
| Vega-Hotsand             | Italie                | VHS                   |
| Vini Fantini Nippo       | Japon                 | VFN                   |

## Classement final
|    | Coureur           | Pays    | Équipe                      |    | Temps           |
| -- | ----------------- | ------- | --------------------------- | -- | --------------- |
| 1  | Sonny Colbrelli   | Italie  | Équipe nationale d'Italie   | en | 4 h 18 min 05 s |
| 2  | Kristian Sbaragli | Italie  | MTN-Qhubeka                 | +  | m.t             |
| 3  | Danilo Napolitano | Italie  | Wanty-Groupe Gobert         |    | m.t             |
| 4  | Simone Ponzi      | Italie  | Neri Sottoli                |    | m.t             |
| 5  | Daniel Moreno     | Espagne | Katusha                     |    | m.t             |
| 6  | Davide Viganò     | Italie  | Caja Rural-Seguros RGA      |    | m.t             |
| 7  | Andrea Pasqualon  | Italie  | Area Zero                   |    | m.t             |
| 8  | Davide Mucelli    | Italie  | Meridiana Kamen             |    | m.t             |
| 9  | Mauro Finetto     | Italie  | Neri Sottoli                |    | m.t             |
| 10 | Maciej Paterski   | Pologne | Équipe nationale de Pologne |    | m.t             |

## Liste des participants
- Liste de départ complète

| Légende | Légende                                                                                         | Légende | Légende                                                    |
| ------- | ----------------------------------------------------------------------------------------------- | ------- | ---------------------------------------------------------- |
| Num     | Dossard de départ porté par le coureur sur ce Grand Prix de l'industrie et du commerce de Prato | Pos     | Position à l'arrivée de la course                          |
|         | Indique un maillot de champion national ou mondial, suivi de sa spécialité                      | NP      | Indique un coureur qui n'a pas pris le départ de la course |
| AB      | Indique un coureur qui n'a pas terminé la course                                                | HD      | Indique un coureur qui a terminé la course hors des délais |

| Équipe nationale d'Italie ITA | Équipe nationale d'Italie ITA | Équipe nationale d'Italie ITA |
| ----------------------------- | ----------------------------- | ----------------------------- |
| Num                           | Coureur                       | Pos                           |
| 1                             | Vincenzo Nibali (ITA)         | AB                            |
| 2                             | Fabio Aru (ITA)               | 39e                           |
| 3                             | Davide Formolo (ITA)          | AB                            |
| 4                             | Iuri Filosi (ITA)             | AB                            |
| 5                             | Sonny Colbrelli (ITA)         | 1er                           |
| 6                             | Simone Andreetta (ITA)        | AB                            |
| 7                             | Edoardo Zardini (ITA)         | AB                            |
| 8                             | Giovanni Visconti (ITA)       | 40e                           |

| Katusha KAT | Katusha KAT              | Katusha KAT |
| ----------- | ------------------------ | ----------- |
| Num         | Coureur                  | Pos         |
| 11          | Sergey Chernetskiy (RUS) | 30e         |
| 12          | Egor Silin (RUS)         | 34e         |
| 13          | Yury Trofimov (RUS)      | 14e         |
| 14          | Alberto Losada (ESP)     | 24e         |
| 15          | Daniel Moreno (ESP)      | 5e          |
| 16          | Giampaolo Caruso (ITA)   | 33e         |
| 17          | Joaquim Rodríguez (ESP)  | 12e         |
| 18          | Eduard Vorganov (RUS)    | 36e         |

| Neri Sottoli NRI | Neri Sottoli NRI        | Neri Sottoli NRI |
| ---------------- | ----------------------- | ---------------- |
| Num              | Coureur                 | Pos              |
| 21               | Rafael Andriato (BRA)   | AB               |
| 22               | Francesco Failli (ITA)  | 38e              |
| 23               | Andrea Fedi (ITA)       | 37e              |
| 24               | Mauro Finetto (ITA)     | 9e               |
| 25               | Simone Ponzi (ITA)      | 4e               |
| 26               | Jonathan Monsalve (VEN) | 25e              |
| 27               | Fabio Taborre (ITA)     | AB               |
| 28               | Samuele Conti (ITA)     | AB               |

| Caja Rural-Seguros RGA CJR | Caja Rural-Seguros RGA CJR    | Caja Rural-Seguros RGA CJR |
| -------------------------- | ----------------------------- | -------------------------- |
| Num                        | Coureur                       | Pos                        |
| 31                         | Rubén Fernández Andújar (ESP) | 32e                        |
| 32                         | Luis León Sánchez (ESP)       | AB                         |
| 33                         | Davide Viganò (ITA)           | 6e                         |
| 34                         | Jesús Alberto Rubio (ESP)     | AB                         |
| 35                         | Marcos García (ESP)           | 19e                        |
| 36                         | Arnau Solé (ESP)              | AB                         |
| 37                         | Fabricio Ferrari (URU)        | AB                         |
| 38                         | Heiner Parra (COL)            | AB                         |

| Wanty-Groupe Gobert WGG | Wanty-Groupe Gobert WGG  | Wanty-Groupe Gobert WGG |
| ----------------------- | ------------------------ | ----------------------- |
| Num                     | Coureur                  | Pos                     |
| 41                      | Jérôme Baugnies (BEL)    | AB                      |
| 42                      | Jérôme Gilbert (BEL)     | AB                      |
| 43                      | Frederik Backaert (BEL)  | AB                      |
| 44                      | Michel Kreder (NED)      | 13e                     |
| 45                      | Marco Minnaard (NED)     | 35e                     |
| 46                      | Danilo Napolitano (ITA)  | 3e                      |
| 47                      | Kevin Seeldraeyers (BEL) | AB                      |
| 48                      | Mirko Selvaggi (ITA)     | AB                      |

| Équipe nationale de Russie RUS | Équipe nationale de Russie RUS | Équipe nationale de Russie RUS |
| ------------------------------ | ------------------------------ | ------------------------------ |
| Num                            | Coureur                        | Pos                            |
| 51                             | Matvey Mamykin (RUS)           | AB                             |
| 52                             | Aydar Zakarin (RUS)            | AB                             |
| 53                             | Aleksandr Komin (RUS)          | AB                             |
| 54                             | Mamyr Stash (RUS)              | AB                             |
| 55                             | Alexey Rybalkin (RUS)          | AB                             |
| 56                             | Artem Nych (RUS)               | AB                             |
| 57                             | Alexander Foliforov (RUS)      | AB                             |
| 58                             | Evgeny Shalunov (RUS)          | AB                             |

| MTN-Qhubeka MTN | MTN-Qhubeka MTN                  | MTN-Qhubeka MTN |
| --------------- | -------------------------------- | --------------- |
| Num             | Coureur                          | Pos             |
| 61              | Johann van Zyl (RSA)             | AB              |
| 62              | Jacques Janse van Rensburg (RSA) | 42e             |
| 63              | Fregalsi Debesay (ERI)           | AB              |
| 64              | Kristian Sbaragli (ITA)          | 2e              |
| 65              | Dennis van Niekerk (RSA)         | 29e             |
| 66              | Daniel Teklehaimanot (ERI)       | AB              |
| 67              | Songezo Jim (RSA)                | AB              |
| 68              | Karel Hník (CZE)                 | AB              |

| Gourmetfein Simplon Wels RSW | Gourmetfein Simplon Wels RSW | Gourmetfein Simplon Wels RSW |
| ---------------------------- | ---------------------------- | ---------------------------- |
| Num                          | Coureur                      | Pos                          |
| 71                           | Lukas Zeller (AUT)           | AB                           |
| 72                           | Matija Kvasina (CRO)         | 31e                          |
| 73                           | Matej Marin (SLO)            | AB                           |
| 74                           | Mario Schoibl (AUT)          | AB                           |
| 75                           | Felix Großschartner (AUT)    | AB                           |
| 76                           | Sebastian Schönberger (AUT)  | AB                           |
| 77                           | Andreas Walzel (AUT)         | AB                           |
| 78                           | Daniel Lehner (AUT)          | AB                           |

| Équipe nationale du Kazakhstan KAZ | Équipe nationale du Kazakhstan KAZ | Équipe nationale du Kazakhstan KAZ |
| ---------------------------------- | ---------------------------------- | ---------------------------------- |
| Num                                | Coureur                            | Pos                                |
| 81                                 | Maxat Ayazbayev (KAZ)              | AB                                 |
| 82                                 | Bakhtiyar Kozhatayev (KAZ)         | AB                                 |
| 83                                 | Tilegen Maidos (KAZ)               | AB                                 |
| 84                                 | Roman Semyonov (KAZ)               | AB                                 |
| 85                                 | Galym Akhmetov (KAZ)               | AB                                 |
| 86                                 | Vadim Galeyev (KAZ)                | AB                                 |
| 87                                 | Artur Fedosseyev (KAZ)             | 23e                                |
| 88                                 | Ilya Davidenok (KAZ)               | AB                                 |

| Utensilnord UNA | Utensilnord UNA            | Utensilnord UNA |
| --------------- | -------------------------- | --------------- |
| Num             | Coureur                    | Pos             |
| 91              | Gennaro Maddaluno (ITA)    | AB              |
| 92              | Alessandro Mazzi (ITA)     | AB              |
| 93              |                            |                 |
| 94              | János Pelikán (HUN)        | AB              |
| 95              | Botond Holló (HUN)         | AB              |
| 96              | Zoltán Lengyel (HUN)       | AB              |
| 97              | Balázs Rózsa (HUN) (Route) | AB              |
| 98              | Bendegúz Bernárd (HUN)     | AB              |

| Équipe nationale de Pologne POL | Équipe nationale de Pologne POL | Équipe nationale de Pologne POL |
| ------------------------------- | ------------------------------- | ------------------------------- |
| Num                             | Coureur                         | Pos                             |
| 101                             | Adrian Honkisz (POL)            | 27e                             |
| 102                             | Adrian Kurek (POL)              | AB                              |
| 103                             | Bartłomiej Matysiak (POL)       | 22e                             |
| 104                             | Maciej Paterski (POL)           | 10e                             |
| 105                             | Łukasz Owsian (POL)             | 28e                             |
| 106                             | Jacek Morajko (POL)             | AB                              |
| 107                             |                                 |                                 |
| 108                             |                                 |                                 |

| Area Zero AZT | Area Zero AZT           | Area Zero AZT |
| ------------- | ----------------------- | ------------- |
| Num           | Coureur                 | Pos           |
| 111           | Paolo Ciavatta (ITA)    | AB            |
| 112           | Fabio Chinello (ITA)    | AB            |
| 113           | Gianluca Leonardi (ITA) | AB            |
| 114           | Gianluca Mengardo (ITA) | AB            |
| 115           | Andrea Pasqualon (ITA)  | 7e            |
| 116           | Simone Petilli (ITA)    | AB            |
| 117           | Silvio Giorni (ITA)     | AB            |
| 118           | Giovanni Carboni (ITA)  | AB            |

| Idea IDE | Idea IDE                 | Idea IDE |
| -------- | ------------------------ | -------- |
| Num      | Coureur                  | Pos      |
| 121      | Daniele Mossini (ITA)    | AB       |
| 122      | Ricardo Pichetta (ITA)   | 41e      |
| 123      | Mirko Tedeschi (ITA)     | AB       |
| 124      |                          |          |
| 125      | Alessandro Pettiti (ITA) | 17e      |
| 126      | Fabio Gadda (ITA)        | AB       |
| 127      |                          |          |
| 128      | Simone Carantoni (ITA)   | AB       |

| Nankang-Fondriest CEF | Nankang-Fondriest CEF  | Nankang-Fondriest CEF |
| --------------------- | ---------------------- | --------------------- |
| Num                   | Coureur                | Pos                   |
| 131                   | Luca Taschin (ITA)     | AB                    |
| 132                   | Antonio Merolese (ITA) | AB                    |
| 133                   | Nicola Dal Santo (ITA) | AB                    |
| 134                   | Alfonso Fiorenza (ITA) | AB                    |
| 135                   | Loris Paoli (ITA)      | AB                    |
| 136                   | Matteo Belli (ITA)     | AB                    |
| 137                   | Alfredo Balloni (ITA)  | AB                    |
| 138                   | Giacomo Forconi (ITA)  | AB                    |

| Vega-Hotsand VHS | Vega-Hotsand VHS              | Vega-Hotsand VHS |
| ---------------- | ----------------------------- | ---------------- |
| Num              | Coureur                       | Pos              |
| 141              | Cesare Ciommi (ITA)           | AB               |
| 142              | Marco Ciccanti (ITA)          | AB               |
| 143              | Fabio Tuzi (ITA)              | AB               |
| 144              | Moreno Giampaolo (ITA)        | AB               |
| 145              | Nicola Gaffurini (ITA)        | 21e              |
| 146              | Alessandro Riccardi (ITA)     | AB               |
| 147              | Gian Marco Di Francesco (ITA) | 11e              |
| 148              | Gianni Franco D'Intino (ITA)  | AB               |

| MG Kvis-Wilier MGK | MG Kvis-Wilier MGK           | MG Kvis-Wilier MGK |
| ------------------ | ---------------------------- | ------------------ |
| Num                | Coureur                      | Pos                |
| 151                | Daniele Aldegheri (ITA)      | AB                 |
| 152                | Luca Chirico (ITA)           | 20e                |
| 153                | Christian Delle Stelle (ITA) | AB                 |
| 154                | Ricardo Creel (USA)          | AB                 |
| 155                | Rino Gasparrini (ITA)        | AB                 |
| 156                |                              |                    |
| 157                | Gianluca Vecchio (ITA)       | AB                 |
| 158                | Lorenzo Di Remigio (ITA)     | AB                 |

| Tirol TIR | Tirol TIR                  | Tirol TIR |
| --------- | -------------------------- | --------- |
| Num       | Coureur                    | Pos       |
| 161       | Josef Benetseder (AUT)     | AB        |
| 162       | Dominik Hrinkow (AUT)      | AB        |
| 163       | Clemens Fankhauser (AUT)   | AB        |
| 164       | Florian Schipflinger (AUT) | AB        |
| 165       | Mario Stock (AUT)          | AB        |
| 166       | Martin Weiss (AUT)         | AB        |
| 167       | David Wöhrer (de) (AUT)    | AB        |
| 168       | Alexander Wachter (AUT)    | AB        |

| RusVelo RVL | RusVelo RVL              | RusVelo RVL |
| ----------- | ------------------------ | ----------- |
| Num         | Coureur                  | Pos         |
| 171         | Timofey Kritskiy (RUS)   | AB          |
| 172         | Igor Boev (RUS)          | AB          |
| 173         | Roman Maikin (RUS)       | 16e         |
| 174         | Sergey Pomoshnikov (RUS) | 15e         |
| 175         | Leonid Krasnov (RUS)     | AB          |
| 176         | Kirill Pozdnyakov (RUS)  | 26e         |
| 177         |                          |             |
| 178         |                          |             |

| Vini Fantini Nippo VFN | Vini Fantini Nippo VFN     | Vini Fantini Nippo VFN |
| ---------------------- | -------------------------- | ---------------------- |
| Num                    | Coureur                    | Pos                    |
| 181                    | Yūma Koishi (JPN)          | AB                     |
| 182                    | Alessandro Malaguti (ITA)  | AB                     |
| 183                    | Pierpaolo De Negri (ITA)   | AB                     |
| 184                    | Grega Bole (SLO)           | AB                     |
| 185                    | Eduard-Michael Grosu (ROU) | AB                     |
| 186                    | Yuya Akimaru (JPN)         | AB                     |
| 187                    | Alessandro Bisolti (ITA)   | 18e                    |
| 188                    | Emanuele Sabatini (ITA)    | AB                     |

| Amore & Vita-Selle SMP AMO | Amore & Vita-Selle SMP AMO | Amore & Vita-Selle SMP AMO |
| -------------------------- | -------------------------- | -------------------------- |
| Num                        | Coureur                    | Pos                        |
| 191                        | Yukinori Hishinuma (JPN)   | AB                         |
| 192                        |                            |                            |
| 193                        | Antonio Di Battista (ITA)  | AB                         |
| 194                        | Viesturs Lukševics (LAT)   | AB                         |
| 195                        | Uri Martins (MEX)          | AB                         |
| 196                        | Simone Stortoni (ITA)      | AB                         |
| 197                        |                            |                            |
| 198                        | James Piccoli (CAN)        | AB                         |

| Meridiana Kamen MKT | Meridiana Kamen MKT       | Meridiana Kamen MKT |
| ------------------- | ------------------------- | ------------------- |
| Num                 | Coureur                   | Pos                 |
| 201                 | Davide Mucelli (ITA)      | 8e                  |
| 202                 | Antonio Santoro (ITA)     | AB                  |
| 203                 | Emanuel Kišerlovski (CRO) | AB                  |
| 204                 | Blaž Furdi (SLO)          | AB                  |
| 205                 | Peter Kozlovic (CRO)      | AB                  |
| 206                 | Robert Jenko (SLO)        | AB                  |
| 207                 |                           |                     |
| 208                 |                           |                     |